# Берлин (Њу Џерзи)
Берлин (енгл. Berlin) град је у америчкој савезној држави Њу Џерзи.

## Демографија
По попису из 2010. године број становника је 7.588, што је 1.439 (23,4%) становника више него 2000. године.
| Група             | 2000.         | 2010.         |
| Белци             | 5.703 (92,7%) | 6.714 (88,5%) |
| Афроамериканци    | 134 (2,2%)    | 318 (4,2%)    |
| Азијати           | 104 (1,7%)    | 211 (2,8%)    |
| Хиспаноамериканци | 130 (2,1%)    | 237 (3,1%)    |
| Укупно            | 6.149         | 7.588         |